# Ignaz Ising
Ignaz Ising (* 9. Dezember 1845 in Gelchsheim, Unterfranken; † 1. August 1919 in Würzburg) war ein deutscher Balneologe und Badearzt.

## Leben

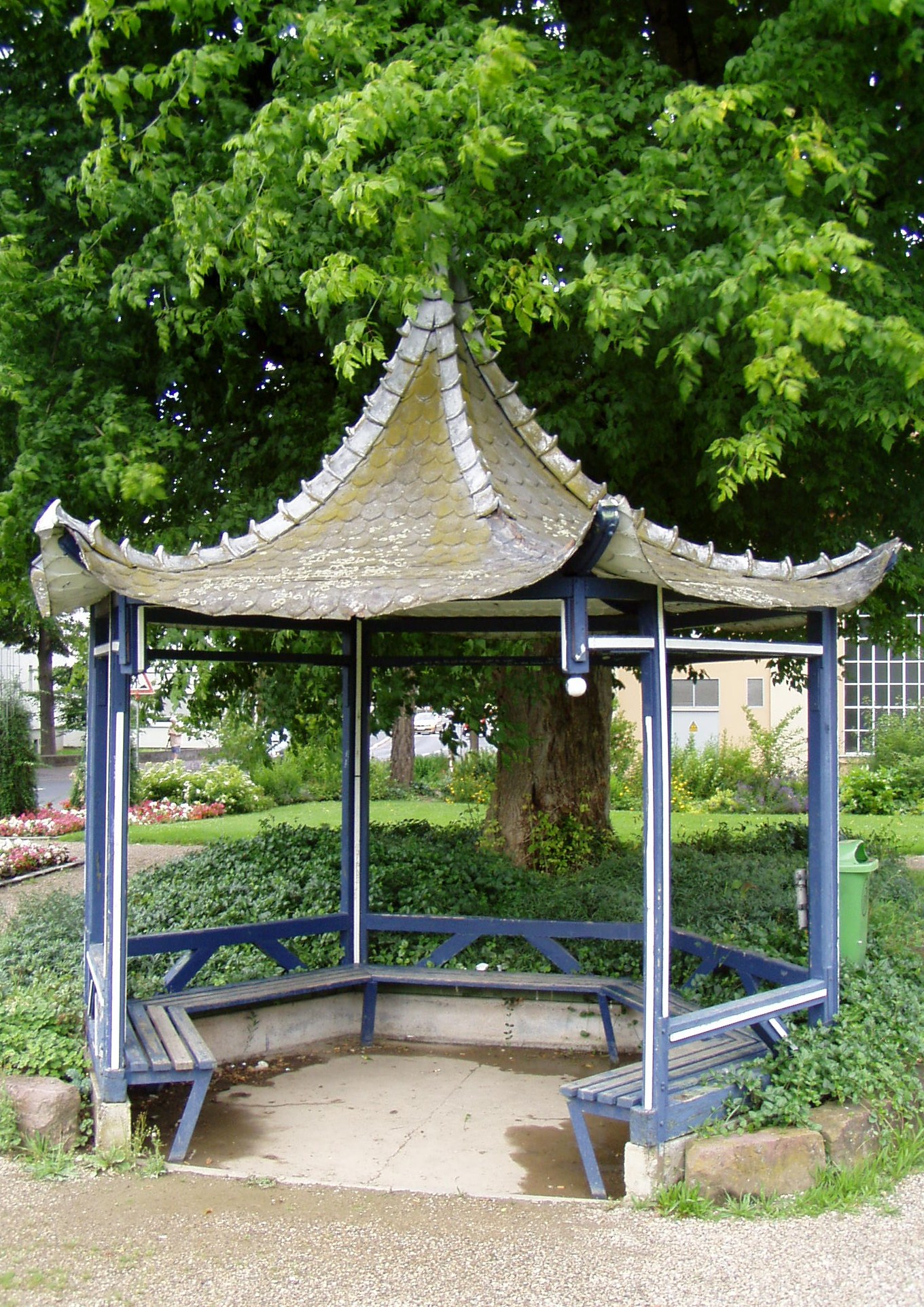
Ein Pavillon als letzte Erinnerung an Ignaz Ising

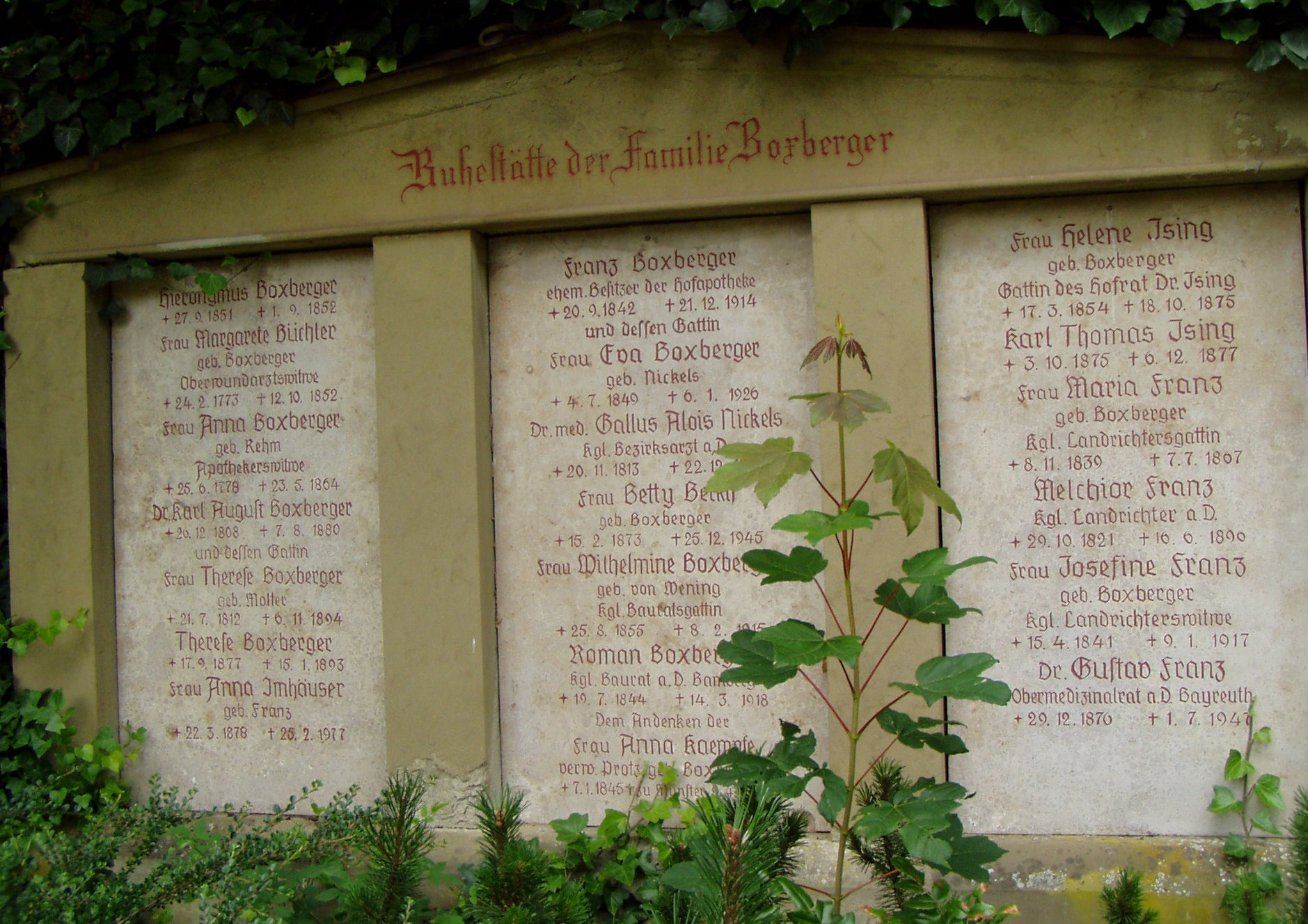
Boxberger-Grabmal
(Kapellenfriedhof in Bad Kissingen)

Ising, aus einer Kaufmannsfamilie stammend, studierte Medizin zunächst an der Universität Wien, wo er als Assistent von Wilhelm Winternitz wohl auch die Kaltwasser-Anwendungen nach Vincenz Prießnitz (1799–1851) und die ganzheitliche Medizin erlernte, und schloss dann sein Studium 1872 an der Julius-Maximilians-Universität Würzburg mit der Promotion ab. Das in Wien Erlernte stieß in Würzburg wohl auf geringere Akzeptanz, denn Ising kommentierte sein Abschlusszeugnis von 1872 mit den Worten: „Die Note fiel schlecht aus, weil ich aufgrund meiner Wiener Studien beim Examen Ansichten vertrat, die in Würzburg noch nicht geläufig waren.“ Vor seiner Promotion hatte er freiwillig als Unterarzt am Deutsch-Französischen Krieg (1870/71) teilgenommen.
In Kissingen, das erst 1883 durch den bayerischen „Märchenkönig“ Ludwig II. offiziell zum „Bad“ erhoben wurde, heiratete er Helene Boxberger (* 17. März 1854; † 18. Oktober 1875) aus der bekannten Kissinger Apothekerfamilie, mit der er Sohn Thomas (1875–1877) hatte. 1877 heiratete Ising seine zweite Ehefrau Marie und benannte nach ihr seine „Heilanstalt“ in „Marienbad“ um.
Diese Heilanstalt errichtete Ising gleich nach seiner Promotion 1872 in Bad Kissingen als „hydrotherapeutische Kaltwasserbadeanstalt“ und eröffnete sie im Folgejahr 1873. Die „Wasser-Heilanstalt von Dr. Ignaz Ising“ entwickelte sich zu einer führenden Einrichtung im Kurort. Während im Eröffnungsjahr 1873 gerade einmal 14 Patienten gekommen waren, waren es im Jahr 1898 schon 1.300, die einheimischen Patienten nicht mitgezählt. Ständig musste Ising deshalb seine Anlage erweitern, zuletzt 1882 mit dem Neubau eines Logierhauses (einfacher Hotelbetrieb). Hier wohnten berühmte Persönlichkeiten wie der Klavierfabrikant Julius Blüthner, Kaiserin Elisabeth von Österreich-Ungarn (Sisi), für deren Bäder extra eine Marmorwanne angeschafft werden musste, oder der Maler Adolph Menzel. Menzel empfahl seinem Arzt Ising, der eigene Malereien in seiner Praxis aufgehängt hatte: „Auch Maler? Bleiben Sie lieber Arzt!“
Ising therapierte in seiner „Anstalt“ nicht nur mit kaltem Wasser und mechanischen Körperreizen, sondern er war der Überzeugung, dass auch heilgymnastische Übungen und diätetische Ernährungsanleitungen zur Gesundung und Gesunderhaltung der Patienten notwendig sind.
Neben seiner Heilanstalt betrieb Ising auch eine Landarztpraxis und war ein gesuchter Kinderarzt. Doch er engagierte sich in Bad Kissingen, wo er 1878 das Bürgerrecht erhielt, nicht nur als Badearzt, sondern arbeitete auch für das Gemeinwohl. So gehörte er lange dem Gemeindekollegium an und ab 1887 dem Stadtmagistrat, auch als Stellvertreter des Bürgermeisters. Er setzte sich für den Erhalt der Burgruine Botenlauben ein, weshalb er den „Bodenlaubenverein“ gründete. Im Jahr 1890 wurde ihm von Prinzregent Luitpold von Bayern der Titel eines königlich bayerischen Hofrats verliehen.
Hofrat Dr. med. Ignaz Ising wurde auf dem Hauptfriedhof Würzburg beigesetzt. Sein Grab schmückt ein trauernder Engel des fränkischen Bildhauers Michael Arnold (1824–1877).
Sechs Jahre nach seinem Tod wurde das gesamte Areal im Jahr 1925 an die Stadt verkauft und später zu Wohnungen umgenutzt. 1974 wurden sämtliche Gebäude abgerissen. Nur ein Pavillon in chinesischem Stil erinnert heute noch an das „Marienbad“.

## Publikationen
- Die passiven Manipulationen der schwedischen Heilgymnastik, 1872
- Die Heilmittel des Kurortes Kissingen zum rationellen Gebrauche der Kur, für Kurgäste dargestellt von Dr. Ignaz Ising, Meiningen 1879. - 2. Auflage Meiningen 1882. - Spätere Auflagen auch im Selbstverlag, z. B. 5. Auflage, Bad Kissingen 1893